# Cratere Magus
Magus è un cratere sulla superficie di Dione.